# Karalīna Tjapko
Karalīna Tjapko (ur. 30 grudnia 1992) – łotewska zapaśniczka walcząca w stylu wolnym. Zajęła piętnaste miejsce na mistrzostwach świata w 2014. Piąta na mistrzostwach Europy w 2011. Dziesiąta na igrzyskach europejskich w 2015 i dwunasta w 2019. Dwukrotna medalistka mistrzostw nordyckich w latach 2014 - 2017 roku.